# Jean Carlos Pestaña
Jean Carlos Pestaña (Unguía Chocó, Colombia; 25 de agosto de 1997) es un futbolista colombiano que juega de defensa central en el América de Cali de la Categoría Primera A del fútbol colombiano 

## Trayectoria

### Atlético Huila
Debutó en el año 2017 como jugador de fútbol profesional de  centrocampista defensivo en el Atlético Huila, en sus participaciones consiguió destacados partidos con el conjunto opita  .

### Deportes Tolima
En diciembre del 2019 es anunciado como nuevo jugador del Deportes Tolima, debutó el 26 de septiembre de 2020 en un partido oficial con la camiseta vinotinto y oro.